# Tinn Austbygd
Tinn Austbygd is een plaats in de Noorse gemeente Tinn, provincie Telemark. Tinn Austbygd telt 369 inwoners (2007) en heeft een oppervlakte van 0,67 km².
Het ligt in het noorden aan het meer Tinnsjå.